# OpenWorks

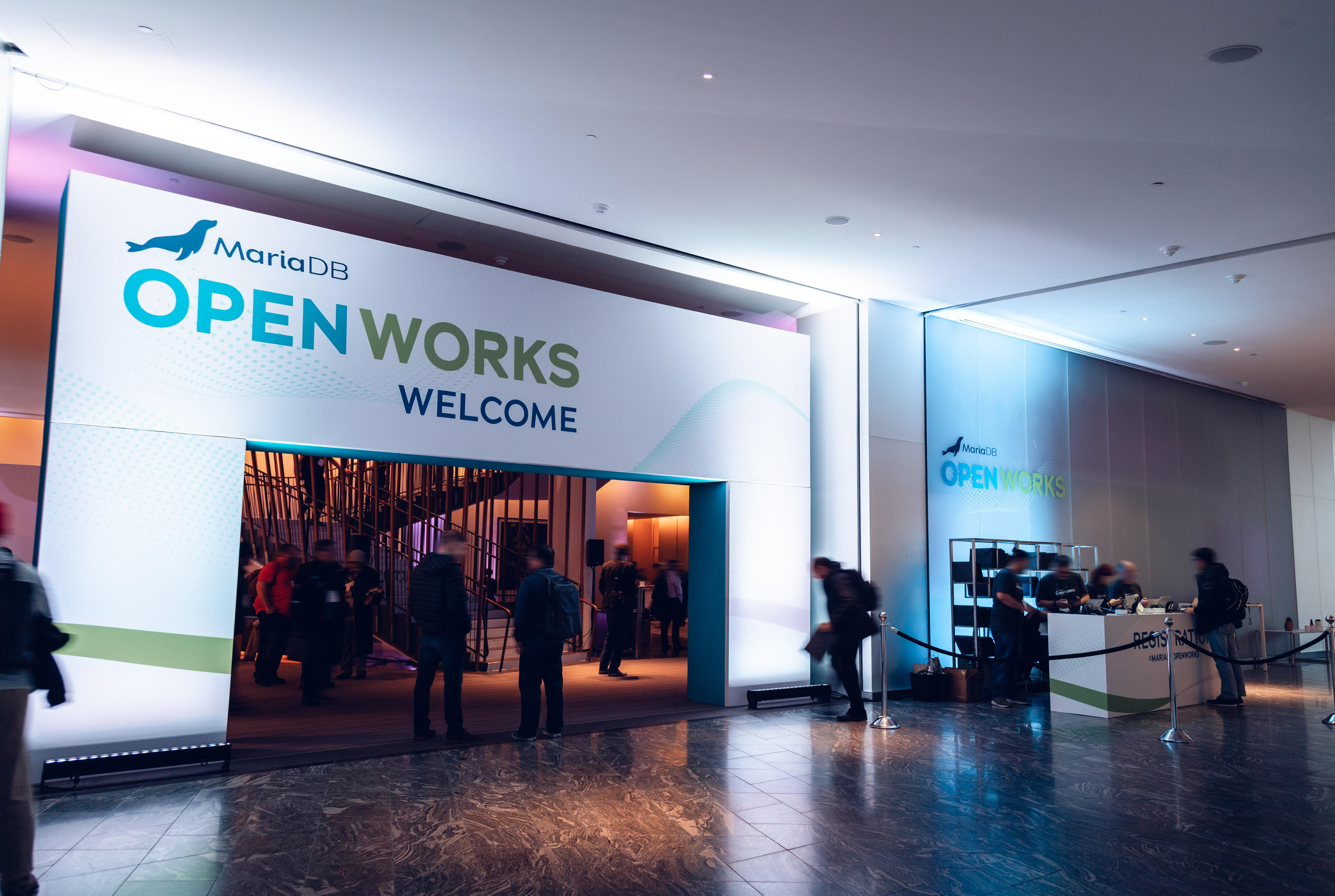
MariaDB OpenWorks 2019

Die OpenWorks ist eine Fachkonferenz für Anwender und Entwickler der Open-Source-Datenbank MariaDB. Veranstalter der Konferenz ist die MariaDB Corporation.
Die Konferenz besteht aus einer Ausstellung und einem mehrtägigen Konferenz- und Workshopprogramm. Die Vortragenden sind Experten der Open-Source-Datenbank MariaDB sowie Anwender und Entwickler, die mit dem Datenbanksystem arbeiten. Veranstaltungsort ist New York / Manhattan.
Die Konferenz fand 2019 zum dritten Mal statt. Es nahmen ca. 900 Menschen daran teil.